# Samuel McCutcheon Bain
Samuel McCutcheon Bain ( 1869 - 1919) fue un micólogo, botánico, y fitopatólogo estadounidense. Desarrolló actividades académicas en la Universidad de Tennessee.

## Obras seleccionadas
- samuel m. Bain. 1916. The Interrelation of Plant an Animal Pathology. 11 pp.

- -----------------------, s.h. Essary. 1906. A new anthracnose of alfalfa and red clover. J. of Mycology 12: 192-193

- -----------------------, -----------------. 1906. Selection for Disease-resistant Clover: A Preliminary Report. Bull. 75 (Univ. of Tennessee (Knoxville Campus). Agr. Exp. Sta.) 10 pp.

- -----------------------. 1902. The Action of Copper on Leaves, with Special Reference to the Injurious Effects of Fungicides on Peach Foliage: A Physiological Investigation. Bull. 60 (Univ. of Tennessee (Knoxville Campus). Agr. Exp. Sta.) 87 pp.

- -----------------------. 1895. Some Experiments with Fungicides on Peach Foliage. Bull. 33 (Univ. of Tennessee (Knoxville Campus). Agr. Exp. Sta.) 5 pp.

- La abreviatura «Bain» se emplea para indicar a Samuel McCutcheon Bain como autoridad en la descripción y clasificación científica de los vegetales.[3]